# میخایلوفکا (شهرستان ملئوزوفسکی، باشقیرستان)
میخایلوفکا (انگلیسی: Mikhaylovka, Meleuzovsky District, Republic of Bashkortostan) یک شهرک در شهرستان ملئوزوفسکی استان باشقیرستان کشور روسیه است.